# Radziszewo-Sieńczuch
Radziszewo-Sieńczuch – wieś w Polsce, położona w województwie podlaskim, w powiecie wysokomazowieckim, w gminie Ciechanowiec.
Zaścianek szlachecki Siencuch należący do okolicy zaściankowej Radziszewo położony był w drugiej połowie XVII wieku w ziemi drohickiej województwa podlaskiego. W latach 1975–1998 miejscowość administracyjnie należała do województwa łomżyńskiego.
Wierni kościoła rzymskokatolickiego należą do parafii Parafia św. Doroty w Winnej Poświętnej.

## Historia
Wieś założona nad niewielką rzeczką Siennicą, lewym dopływem Nurca. W I Rzeczypospolitej należała do ziemi drohickiej w województwie podlaskim.
Początkowo w całości w posiadaniu Radziszewskich. Na skutek działów utworzyła się tzw. okolica szlachecka Radziszewo, w obrębie której znalazły się: Radziszewo-Króle, Radziszewo-Sieńczuch, Radziszewo-Sobiechowo i Radziszewo Stare.
Pod koniec wieku XIX w powiecie bielskim, gubernia grodzieńska, gmina Skórzec.
W roku 1921 naliczono 51 budynków z przeznaczeniem mieszkalnym i 1 inny zamieszkały oraz 288 mieszkańców (144 mężczyzn i 144 kobiety). Narodowość polską zgłosiły 283 osoby, żydowską 5. Wyznanie rzymskokatolickie zadeklarowały 283 osoby, a mojżeszowe 5.